# Elnesvågen
Elnesvågen è un villaggio della Norvegia, situato nella municipalità di Hustadvika, nella contea di Møre og Romsdal.